# Михаил Кирков
Михаил Георгиев Кирков е български сценарист.

## Биография
Роден е в град София на 24 януари 1940 г. Завършва във ВИТИЗ „Кръстьо Сарафов“ през 1966 г. театрознание. През 1989 г. се обучава три месеца по мениджмънт в школата „Марком“ във Франция.

## Филмография
Като сценарист
- Време на насилие (1988)
- Магистрала (1975)
- Не се обръщай назад (1971)

Като актьор
- 10 дни неплатени (1972) – танцуващ в заведението (не е посочен в надписите на филма)